# بارك هاي مي
بارك يون جي (بالكورية: 박해미)‏ هي ممثلة كورية جنوبية اشتهرت كممثلة مسرحية موسيقية، ولدت يوم 28 يناير 1964 في دايجون في كوريا الجنوبية.

## روابط خارجية
- بارك هاي مي على موقع IMDb (الإنجليزية)
- بارك هاي مي على موقع قاعدة بيانات الفيلم (الإنجليزية)